# Dragoje Leković
Dragoje Lekovic (Sivac, 21 d'octubre de 1967) és un exfutbolista serbi, que jugava com a porter.
Després de militar en diversos equips del seu país, com l'Estrella Roja o el Budocnost, el 1994 recala al Kilmarnock FC escocès, on va ser el porter titular durant tres anys i on va guanyar la Copa de 1997. Va passar per la lliga espanyola sense massa fortuna abans de retornar a Escòcia. Posteriorment, va militar a les competicions xipriota i australiana.
Va ser internacional amb la selecció de Iugoslàvia, tant amb l'antiga com amb la nova Federació Iugoslava de Sèrbia i Montenegro. Va acudir als Mundials de 1990 i 1998, tot i que no va disputar-hi cap minut.